# Trường đại học khai phóng

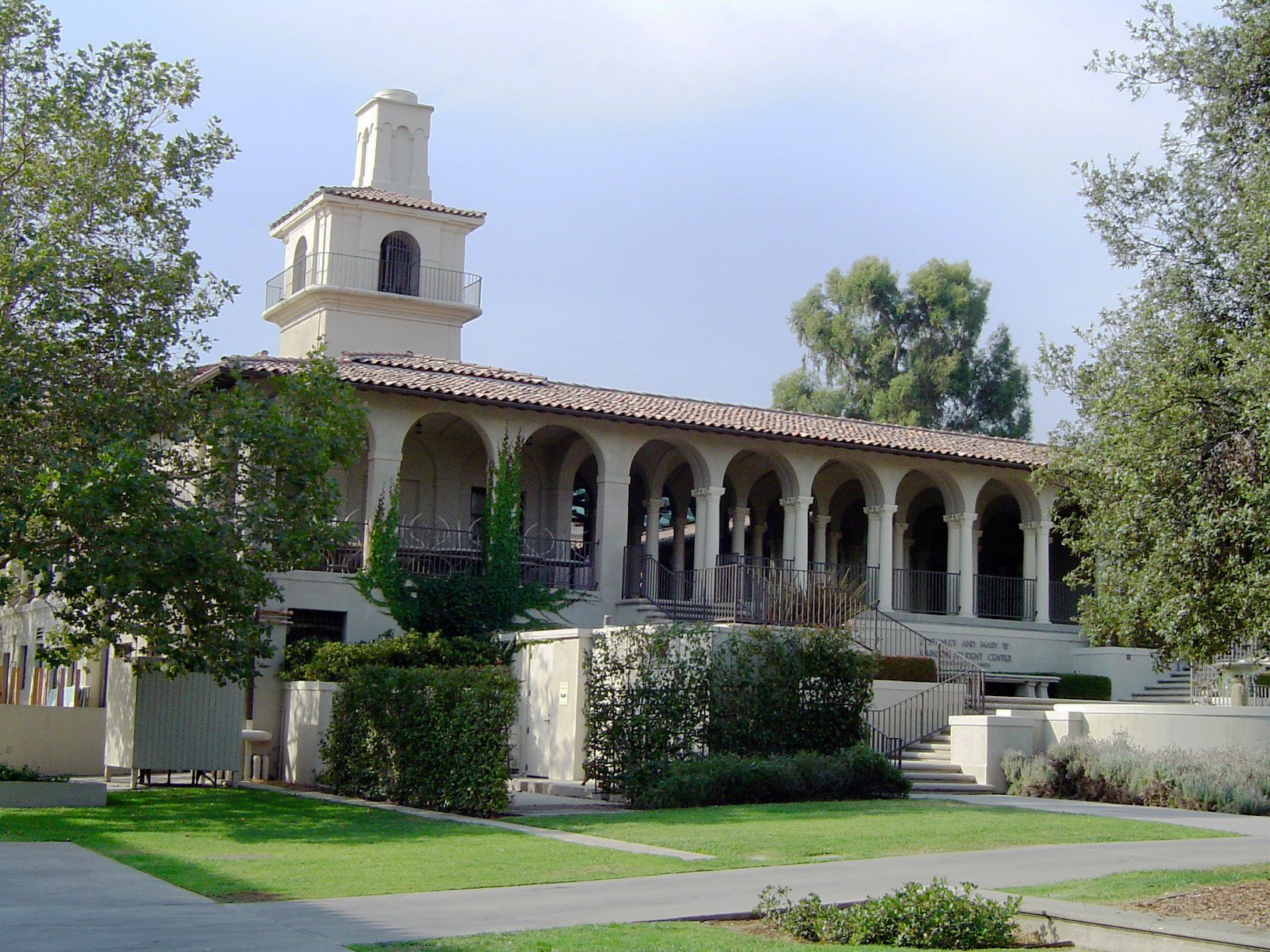
Một tòa nhà ở Trường Đại học Occidental (Occidental College), một trường đại học khai phóng ở Los Angeles, California. Cựu tổng thống Barack Obama từng theo học ở đây 2 năm trước khi chuyển tiếp sang Viện Đại học Columbia để hoàn thành chương trình cử nhân.

Trường đại học giáo dục khai phóng, cũng được gọi là cao đẳng nghệ thuật tự do (tiếng Anh: liberal arts college) là một loại hình trường đại học nhấn mạnh đến việc dạy học ở bậc cử nhân trong các ngành khai phóng và khoa học, khác với các Viện Đại học nghiên cứu quốc gia (tiếng Anh: research university). Một số ít trường đại học khai phóng còn có một số chương trình sau đại học cấp bằng thạc sĩ hay tiến sĩ trong các ngành như quản trị kinh doanh, điều dưỡng, y khoa, và luật.
Một cơ sở giáo dục trong các ngành khai phóng có thể được định nghĩa là "một trường đại học hay một chương trình học ở một viện đại học nghiên cứu nhắm đến việc truyền đạt một vốn kiến thức rộng và phát triển những khả năng tri thức, khác với một chương trình học chuyên nghiệp, dạy nghề, hay kỹ thuật." Mặc dù nay thì người ta biết rằng các trường đại học khai phóng bắt đầu ở châu Âu, thuật ngữ này được dùng nhiều ở Hoa Kỳ.

## Hoa Kỳ

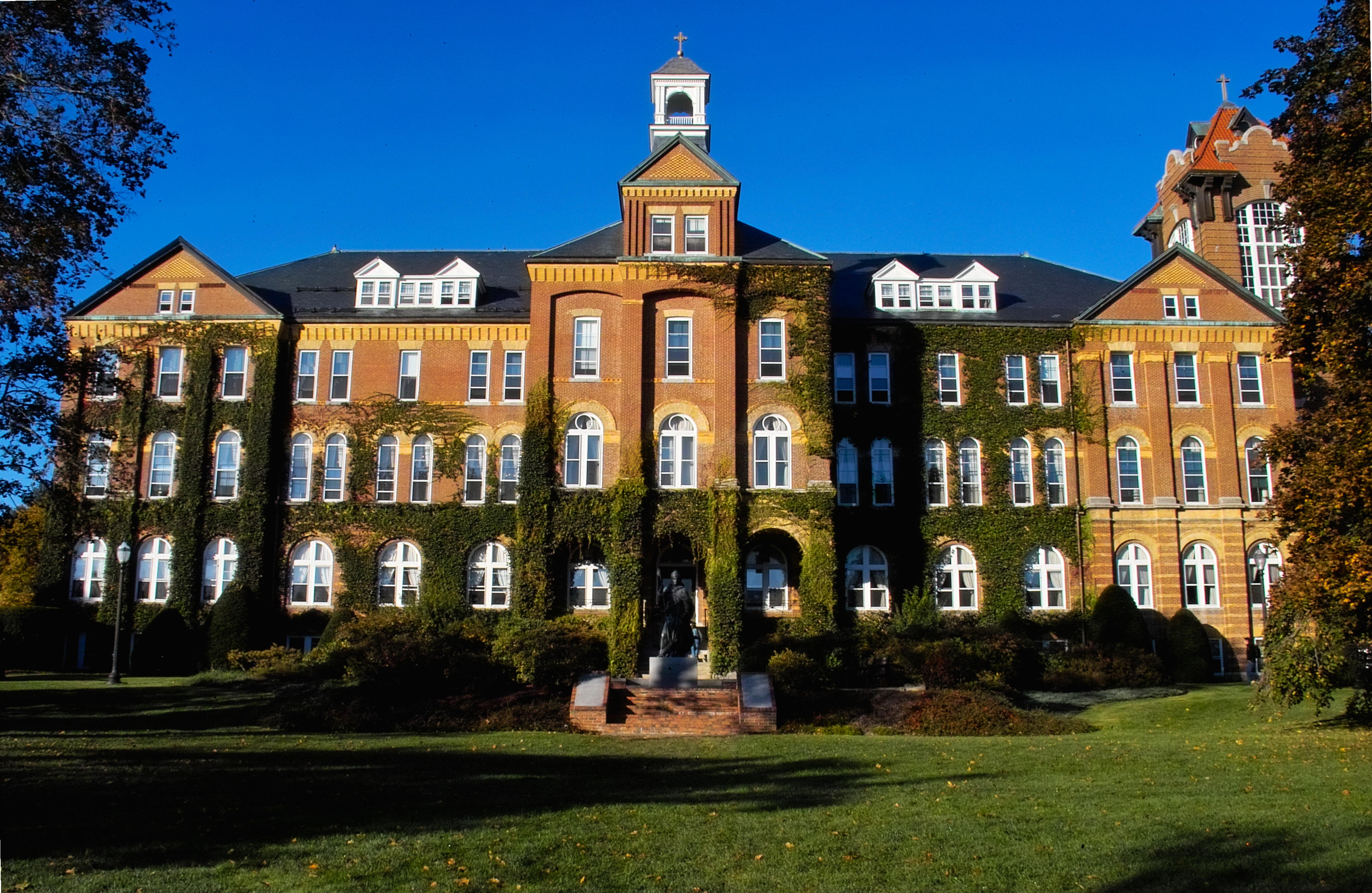
Trường Đại học Saint Anselm (Saint Anselm College), một trường đại học khai phóng truyền thống ở vùng New England, Hoa Kỳ.

Các trường đại học khai phóng ở Hoa Kỳ là những cơ sở giáo dục đại học Hoa Kỳ vốn nhấn mạnh đến sự giảng dạy có tính tương tác ở bậc đại học (mặc dù hoạt động nghiên cứu cũng là một phần quan trọng nhưng không mạnh bằng các Viện Đại học nghiên cứu). Các trường này cũng khuyến khích sự tương tác ở mức độ cao giữa sinh viên và giảng viên, theo đó các lớp được dạy bởi các giảng viên thay vì bởi các trợ giảng. Các trường đại học khai phóng thường là trường nội trú, có ít sinh viên, sĩ số lớp học nhỏ, và có tỉ lệ sinh viên/giảng viên nhỏ hơn so với ở các Viện Đại học, mặc dù gần đây cũng bắt đầu xem xét để có một số khóa học trực tuyến.
Top 10 trường Đại học Giáo dục Khai phóng tốt nhất tại Hoa Kỳ theo bảng xếp hạng năm 2020 của US News & World Report lần lượt là: Đại học Williams, Đại học Amherst, Đại học Swarthmore, Đại học Wellesley, Đại học Pomona, Đại học Bowdoin, Đại học Claremont McKenna, Đại học Middlebury, Đại học Carleton, Đại học Washington and Lee.
Hầu hết các trường khai phóng này là tư thục; chỉ có một số ít là công lập, chẳng hạn như Viện Đại học Mary Washington tại Virginia.

## Các nước khác
Ở các nước khác, những trường đại học khai phóng có thể kể ra là: Viện Đại học Mount Allison, Viện Đại học Bishop, và Viện Đại học St. Thomas tại Canada; Viện Đại học John Cabot tại Rome, Ý; Viện Đại học Bard Berlin ở Đức; Đại học Cao đẳng Maastricht ở Hà Lan; Đại học Shalem ở Jerusalem, Israel; Đại học Campion ở Sydney, Úc; Đại học Yale-NUS tại Singapore; Đại học Fulbright tại Việt Nam.